# 娘拉乡
娘拉乡，是中华人民共和国青海省玉树藏族自治州囊谦县下辖的一个乡镇级行政单位。

## 行政区划
娘拉乡下辖以下地区：
娘买村、多伦多村、娘多村、上拉村和下拉村。

## 中国传统村落
2013年8月，多伦多村被评为第二批中国传统村落。